# Kłobia (przystanek kolejowy)
Kłobia – nieczynny wąskotorowy przystanek osobowy w Kłobi, w gminie Lubraniec, w powiecie włocławskim, w województwie kujawsko-pomorskim, w Polsce. Został wybudowany w 1914 roku przez okupacyjne wojska niemieckie razem z linią kolejową z Płowiec do Strykowa.